# Ligna

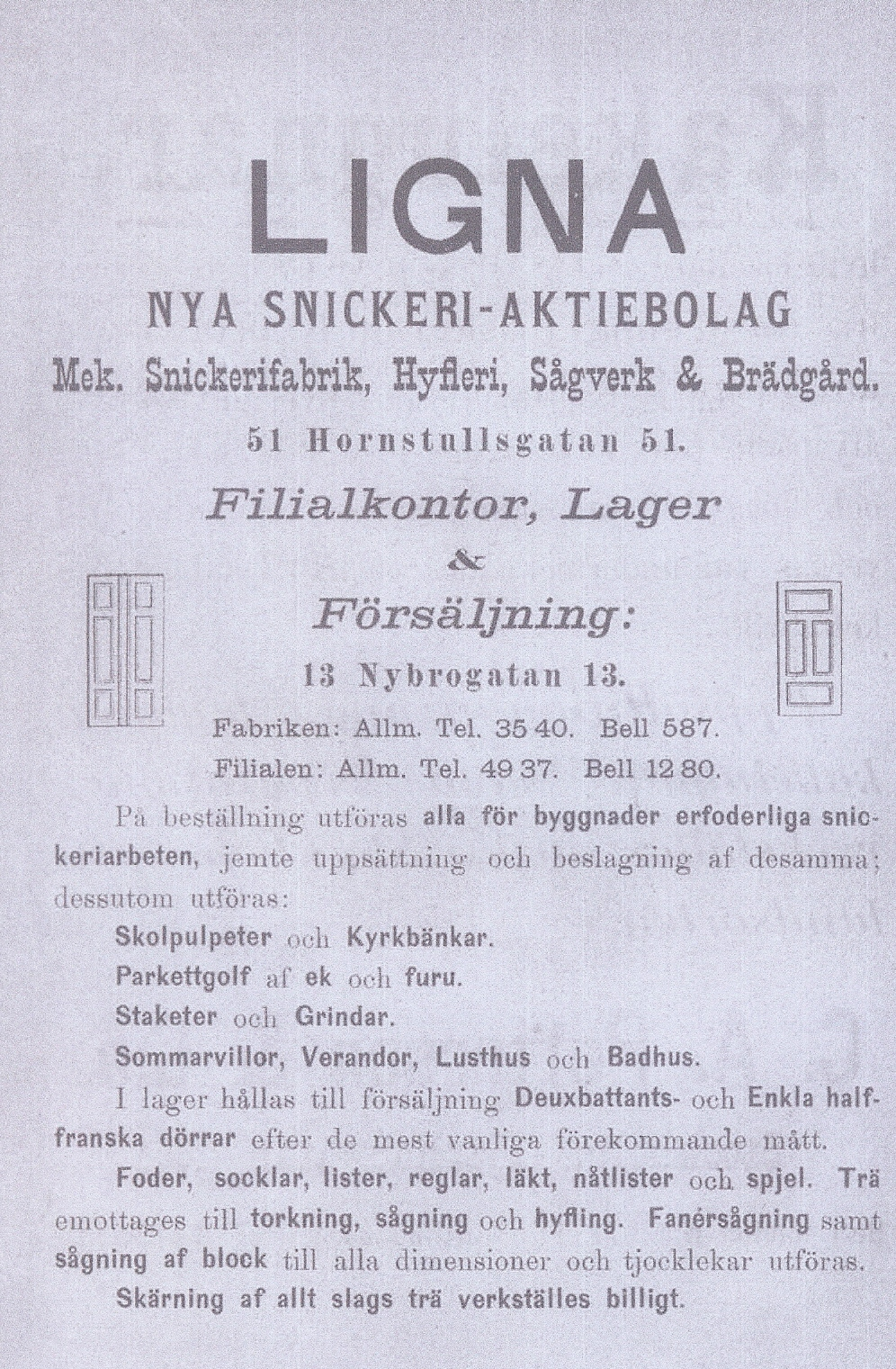
Annons för Ligna Nya Snickeriaktiebolag

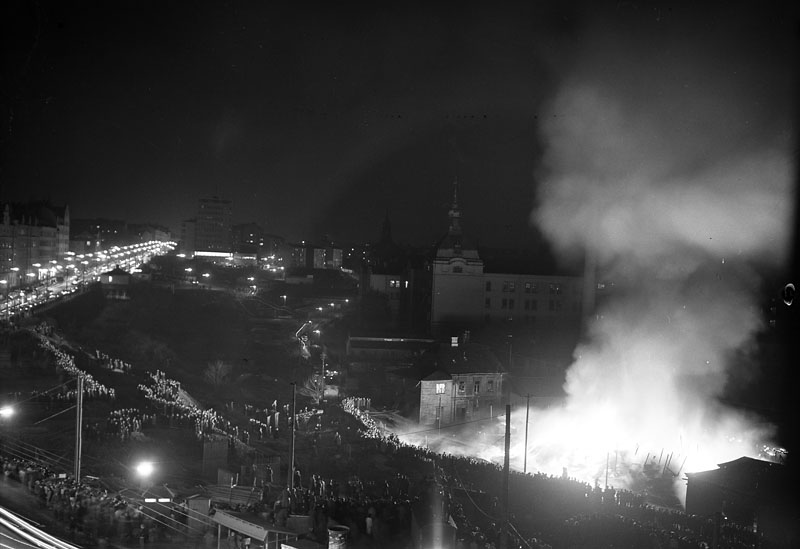
Brand i Igelsta Trävaru AB på Ligna industriområde 22 december 1953. Till vänster Hornsgatan; till höger ses gaveln till Vårdhemmet Högalid

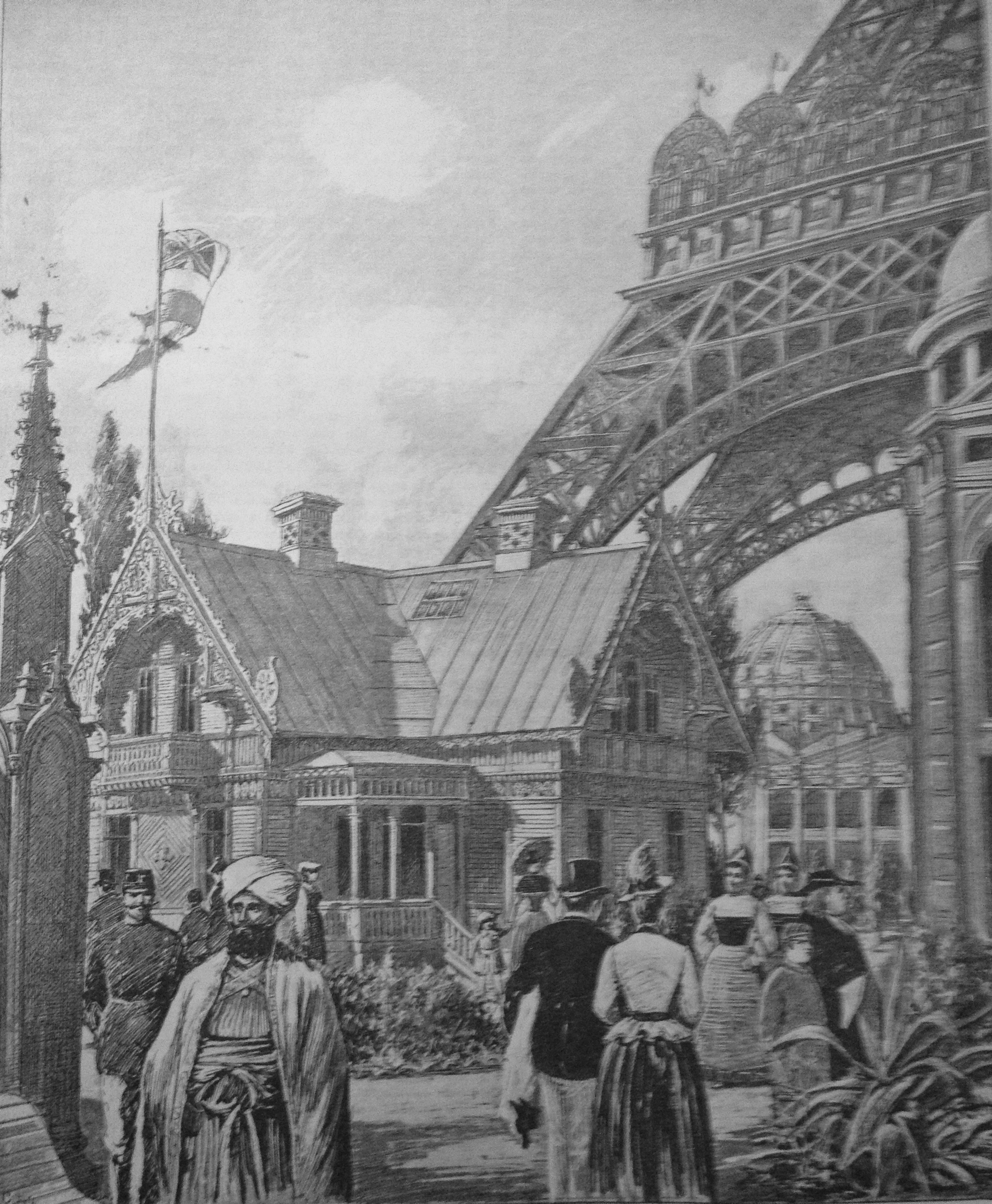
En paviljong av Ligna Nya Snickeriaktiebolag (arkitekt : Hugo Rahm) : Svenska paviljongen i Världsutställningen 1889 i Paris i Frankrike

Ligna var ett snickeri och senare ett industriområde på Södermalm i Stockholm. Namnet Ligna är pluralis av det latinska ordet för trä, lignum. Området utgörs idag av Drakenbergsparken.
Ligna Nya Snickeriaktiebolag grundades på 1870-talet av arkitekten Pehr Johan Ekman och låg invid Hornsgatan nära den nuvarande gatan Lignagatan. En brädgård anlades senare bredvid snickeriet. Lignaområdet kom senare att bli ett av Södermalms sista småskaliga industriområden med småindustrier, skrotlager, vedkapar och små bilverkstäder. I mitten av 1900-talet hade Nya Murbruksfabrikens i Stockholm AB murbrukstillverkning i Ligna industriområde. Området, som var beläget mellan Hornsgatan, nuvarande Zinkensdamms koloniområde, Årstaviken och Tantolundens västra bergsluttning, växte successivt fram med industrier utmed Västra stambanans gamla sträckning mot Liljeholmen.
Ligna Nya Snickeriaktiebolag har givit namn till den närbelägna gatan Lignagatan.